# Saussurea dorogostaiskii
Saussurea dorogostaiskii là một loài thực vật có hoa trong họ Cúc. Loài này được Palib. miêu tả khoa học đầu tiên năm 1928.